# Eumeswil
Eumeswil ist ein 1977 erschienener utopischer Roman von Ernst Jünger. Er spielt in einer nicht genau bestimmten Zukunft in dem fiktiven Stadtstaat Eumeswil an der nordafrikanischen Küste. Der Ich-Erzähler Martin „Manuel“ Venator ist Historiker und stammt aus einer alten Gelehrtenfamilie. Er hält deren liberale Überzeugungen für überholt und tritt als „Nachtsteward“ in den Dienst des Condors, des Tyrannen von Eumeswil. Mit diesem begibt er sich schließlich auf eine Expedition in die Wälder, von der er nicht zurückkehrt.
Eumeswil schließt an Jüngers Roman Heliopolis an und entwickelt Motive aus seinen Essays Der Waldgang und Über die Linie weiter. Martin Venator beschreibt sich als „Anarch“, der sich aus politischen Entwicklungen heraushält und sie nicht zu „seiner Sache“ macht.

## Die Welt von Eumeswil
In dem Roman führte die Entwicklung der Technik im 21. Jahrhundert zur Bildung eines Weltstaates. Der zerfiel dann in mehrere Herrschaftsgebiete, die als Diadochenreiche bezeichnet werden. Bei Eumeswil handelt es sich um einen kleinen Staat, der von diesen benachbarten größeren Reichen – etwa denen des Gelben und des Blauen Chans – abhängig ist. In der Stadt Eumeswil wechseln sich von Zeit zu Zeit auf gewaltsame Art und Weise republikanische Systeme, in denen die Regierung von Tribunen ausgeübt wird, mit tyrannischen Herrschaften ab.
Zur geografischen Lage heißt es: „Das Gebiet grenzt im Norden an die See; je nach Laune glaube ich manchmal am Mittelmeer, manchmal am Atlantik zu sein. Nach Süden verliert es sich in die Wüste“ (S. 46). Der Name leite sich vom hellenistischen Feldherrn Eumenes von Kardia her (S. 86).
Im Roman gibt es zwei Parallelwelten. Zum einen in den Katakomben, in die zahlreiche Wissenschaftler ausgewandert sind, ein anscheinend weltweites und schon seit Generationen bestehendes unterirdisches System, zum anderen im „Wald“, der einerseits der tropische Regenwald ist, andererseits eine fantastische Region mit Fabelwesen, aus der von Reisenden wundersame Erlebnisse berichtet werden.

## Inhalt

### Die Lehrer
Martin Venator ist Dozent für Geschichte und arbeitet zugleich als „Nachtsteward“, eine Art Barkeeper (S. 71), im Dienst des Condors, des Tyrannen von Eumeswil. Er hat dabei unter anderem einen „knapp anliegenden“ blaugestreiften Anzug ohne Unterwäsche und ein „lächerliche(s) Mützchen“ zu tragen (S. 16). Der Condor nennt ihn außerdem „Manuel“, weil das besser klinge. „Manuel“ fühlt sich wohl in seiner Haut (S. 19).
Einer seiner Lehrer ist der Historiker Vigo, dessen Assistent Venator ist und auf den er seine Fähigkeit zum unbefangenen, von eigenen historischen Verwurzelungen unabhängigen Blick auf die Geschichte zurückführt. Vigo wird von Kollegen und Presse verspottet, weil er eine metaphernreiche Sprache verwendet und mythologische Vergleiche zur Interpretation der Geschichte heranzieht. Er hatte Martin Venator geraten, den Posten als Nachtsteward anzunehmen, weil er im Umgang mit den Machthabern Erkenntnisse für seine historischen Arbeiten gewinnen könne.
Weitere Lehrer sind der Philosoph Bruno, der unter anderem Zugang zu den Katakomben hat, und der Grammatiker Thofern, der auf einer präzisen Verwendung der Sprache besteht, wo man sie in Eumeswil weitgehend vernachlässigt.
„Manuels“ Vater und Bruder, liberale Historiker, die auf der Seite der Tribunen standen, sind entsetzt, dass er in den Dienst des verhassten Tyrannen geht. Er hält umgekehrt ihre politischen Überzeugungen für überkommen und hohl. Die Familienmitglieder haben sich nicht viel zu sagen. Martin Venator war ein unerwünschtes zweites Kind; sein Vater wollte ihn abtreiben lassen. Er spricht von seinem Vater als seinem „Erzeuger“.

### Abgrenzung und Sicherheit
Bei einem Putsch hätte „Manuel“ mit zwei Kabinenstewards einen kleinen Posten namens Entenhütte zu bewachen. Er überlegt, dass diese Mitstreiter unzuverlässig sind und er sie entweder entlassen oder umbringen müsste. Bei verschiedenen Wanderungen entdeckt er einen verlassenen Bunker. Falls der Condor gestürzt würde, will er dort eine Zeit lang untertauchen.

### Nachtbar-Notizen

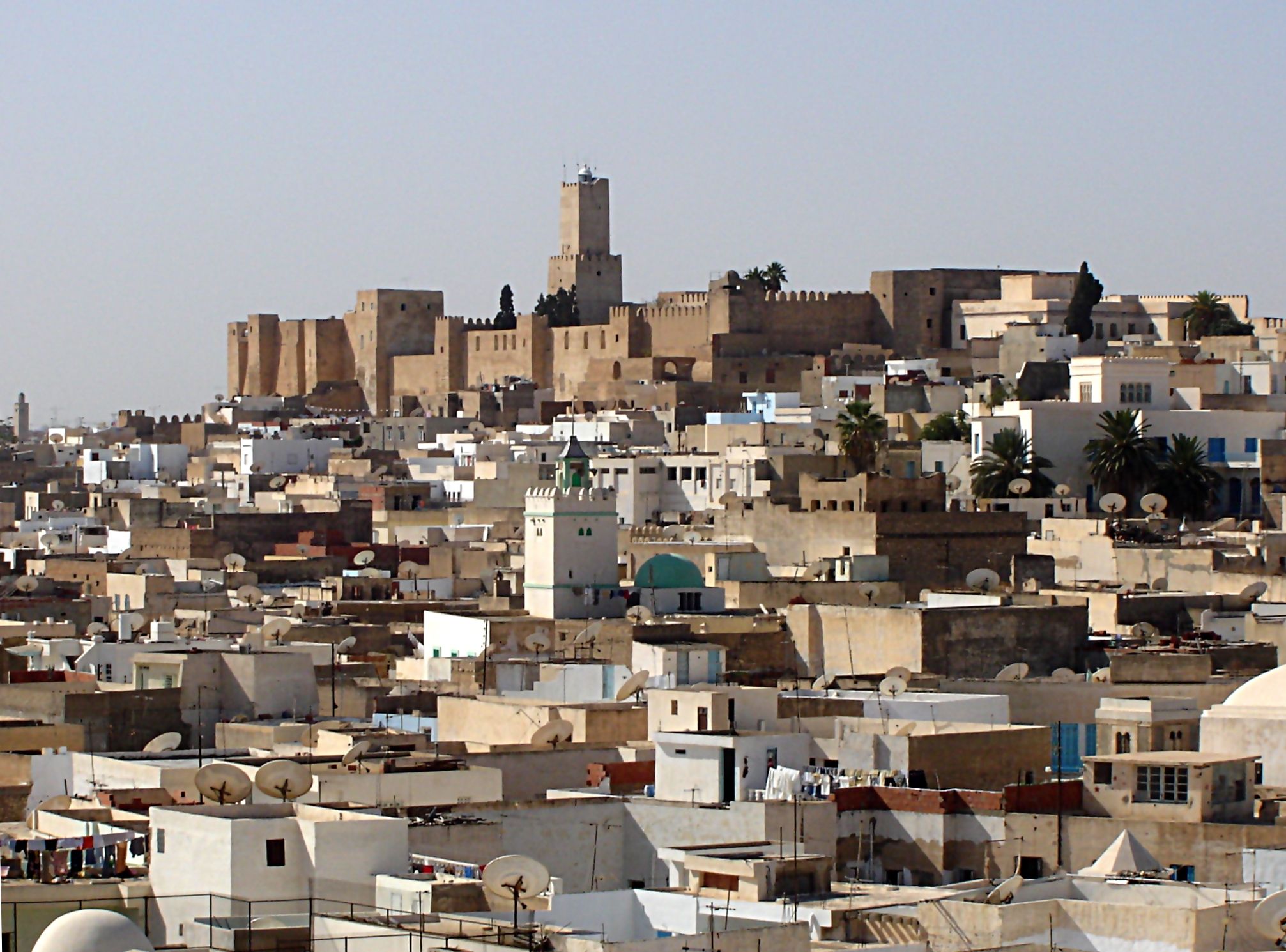
Die Kasbah von Sousse

Der Condor residiert auf der Kasbah, einer Festung in der Nähe der Stadt. Gelegentlich begibt er sich abends noch in die Nachtbar, wo „Manuel“ bedient. An den meisten Abenden hat „Manuel“ frei. Wenn der Condor erscheint, dann meist mit seinem Sicherheitschef Domo und seinem Arzt Attila. Mitunter sind weitere aus dem Gefolge dabei, selten ein Staatsgast wie der Gelbe Chan.
Condor, Domo und Attila besprechen des Öfteren, wie auf Vorgänge in Eumeswil zu reagieren sei, sie „sehen in der Tyrannis den einzigen Rahmen, in dem die atomisierte Masse in Form gehalten und der Kampf aller gegen alle verzögert werden kann“ (S. 179).
Als ein Journalist einen satirischen Artikel über den Condor als Geier und Aasfresser schreibt, lassen sie mitten in der Nacht einen Vogelkundler auf die Kasbah kommen, der eine möglichst positive Beschreibung des Kondors als besonders großen und majestätischen Vogel zu liefern hat. Das Bild des Aasfressers wird dabei nicht abgelehnt, sondern nur geschönt.

### Ein Tag auf der Kasbah
„Manuels“ Tag beginnt damit, dass er sich ausführlich vor einem Spiegel begutachtet, dann wartet ihm ein Kabinensteward auf. Dies war zunächst der Norweger Dalin, nun ist es mal Kung, ein chinesischer Koch, mal Nebek, ein gewalttätiger Libanese.
Das Kapitel verfolgt nicht wirklich „Manuels“ weiteren Tagesablauf, sondern es schließen sich ausführliche Exkurse an die drei Kabinenstewards an. Dalin beging regelmäßig Diebstähle und Sabotage um der bloßen Zerstörung willen. Er starb, als er einen Koffer stahl, der zufällig eine Bombe enthielt. Zu Dalins Tod wird der Anwalt beschrieben, der die Bombe in seinem Koffer platziert hatte, daraufhin das Rechtssystem Eumeswils, in dem ein-, zweimal im Jahr zur Demonstration die Todesstrafe vollstreckt wird, daraufhin die Inseln, auf die die jeweiligen politischen Gegner verbannt werden, daraufhin, wie sich auf einer dieser Inseln, auf der die Verbannten unter sich bleiben, eine Gesellschaft im Kleinen entwickelt hat. Es wird von Kungs kulinarischen Vorlieben und von seiner Frau berichtet. Nebek schließlich vertraut „Manuel“ an, wie er als Kind einen Koranlehrer bewundert hatte, der andere Schüler prügelte. Die Beschreibung entspricht der Zaddecks in Die Zwille.

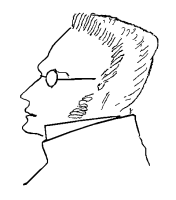
Max Stirner: eine Skizze von Friedrich Engels, nach 50 Jahren aus der Erinnerung gezeichnet. Laut Zeitgenossen sieht diese Zeichnung Stirner nicht ähnlich

Die einzige Beschäftigung, der „Manuel“ im Lauf dieses Tages nachgeht, sind historische Studien. Das Hauptinstrument dafür ist ein sogenanntes Luminar (s. u.), von dem auf Anfrage Informationen zu historischen Ereignissen ausgegeben oder diese vorgespielt werden. Er lässt sich in die „Weinstube von Jacob Hippel“, Friedrichstraße 94 im Berlin während der Revolutionen 1848/1849 führen. Sein Ziel ist Max Stirner: „Ich sehe ihn sitzen und rauchen, ein zartes Profil. Die Skizze, die Friedrich Engels in London entwarf, trifft nur die Mittelpartie: die gerade Nase und den feinen Mund. Sie wurde im Luminar durch Medien revidiert. Auch hier, doch weniger fliehend, die hohe Stirn.“ (S. 320)
Stirners Werk Der Einzige und sein Eigentum liefert ihm das Vorbild für die Selbstbeschreibung als „Anarch“. Daraus werden unter anderem zwei Axiome angeführt: „1. Das ist nicht Meine Sache. 2. Nichts geht über Mich.“ (S. 324) Jüngers Adaption der Stirnerschen Figur des „Eigners“ wurde allerdings von dem Stirner-Forscher Bernd A. Laska als inadäquat kritisiert.
Zu Bett gegangen stellt „Manuel“ noch Überlegungen zu den Katakomben und zum Wald an: „Auch in den Katakomben geschieht mehr, als daß Wissen gehortet und verwaltet wird. Man rüttelt nicht am Bewusstsein, sondern an der Art. Im Wald soll eine neue Isis gezeugt, durch die Unterirdischen Prometheus vom Kaukasus befreit werden.“ (S. 338) „Wenn ich es recht beurteile, sind zwei Schulen am Werke; die eine will das Großhirn aufstocken, während die in den Wäldern es in das Stammhirn versenken will.“ (S. 339)

### Ein Tag in der Stadt
„Manuel“ besucht regelmäßig die Prostituierte Latifah. Weiter betreibt er Studien mit der Studentin Ingrid, deren Arbeit er als Dozent betreut und mit der er ebenfalls ein Verhältnis hat.

### Vom Walde
An einem weiteren Abend berichtet Attila von einer Expedition in den südlichen Wald, von fantastischen neue entstandenen Pflanzen und Tieren und märchenhaften Traumerlebnissen. Die Strände jenseits dieses Waldes wiederum seien große Deponien, auf denen die Menschen vom Schutt vergangener Kulturen lebten, den sie nicht mehr bewältigen könnten.
Am Ende entschließt sich der Condor zu einer „Großen Jagd“, einer Expedition in den Wald. Man möchte Venator dabeihaben: „wir betrachten Sie als unseren Xenophon“ (S. 373). Er geht mit.

### Epilog
Der Epilog ist aus der Sicht des Bruders von Martin Venator geschrieben. Dieser ist seit mehreren Jahren mit dem Condor und dessen Gefolge verschollen, an die Stelle des Tyrannen ist daraufhin wieder ein demokratisches Regime getreten. „Die Verbannten sind aus der Fremde zurückgekehrt und die Gefangenen von den Inseln; die Schergen der Tyrannis haben mit ihnen den Platz getauscht“ (S. 379). Schließlich wurden Martin Venators Aufzeichnungen gefunden. Sein Bruder erklärt, erst ihre Verbrennung erwogen, sie aber aus „archivarischem Gewissen“ aufgehoben zu haben.

## Futuristische Elemente
Die Technisierung der Gesellschaft und deren Folgen gehören zu den Grundthemen im schriftstellerischen Werk Ernst Jüngers. Zu den entscheidenden technischen Neuerungen, die das Leben in Eumeswil beeinflussen, zählen das Luminar und der Phonophor.
Das Luminar ist ein nicht im Detail beschriebenes Gerät, an das „Anfragen“ zu historischen Ereignissen gerichtet werden können (S. 303) und von dem als Antwort teils passende Texte auf einem Bildschirm angezeigt werden, teils aber auch Szenen vorgespielt werden (S. 305 f.). „Im Luminar erscheinen die Bilder räumlich; je nach Belieben kann ich mich im Konvent zu den Montagnards oder den Girondisten setzen...“ (S. 312). Das Faktenmaterial wie auch dessen lebendige Präsentation wird von in den Katakomben arbeitenden Wissenschaftlern bereitgestellt. „In den Katakomben wurde nicht nur eine Enzyklopädie von unfaßlichen Ausmaßen geschaffen, sie wurde auch aktiviert. Geschichte wird nicht nur beschrieben, sondern auch gespielt... Hier müssen sowohl Wissende als Künstler am Werk gewesen sein, selbst hellsehende Geister, die in den Kristall blickten.“ (S. 306).
Der Phonophor, den Jünger erstmals 1949 in dem Roman Heliopolis beschrieb, ist eine Art mobiles Telefon. Er ist wie vieles bei Jünger zugleich ein Rangabzeichen. „Manuel“ trägt eines „mit dem schmalen Silberstreif, der einen zwar subalternen, doch unmittelbaren Dienst für den Tyrannen kennzeichnet“ (S. 17). Je höher der Rang des Trägers, umso größer ist die Reichweite, der „höchste“ ist der goldene Phonophor.
Die noch in Heliopolis übliche Verwendung „thermischer Metalle“ zur Energieversorgung wurde in Eumeswil aufgegeben, da sie sich als zu gefährlich herausstellte (S. 193). Generell „ist – dem Zustand historischer Ermattung entsprechend – die «Perfektion der Technik» […] durch eine an der Bequemlichkeit orientierte Nutzung der Technik ersetzt worden.“

## Deutung

### Posthistoire
Martin Venator beschreibt die Situation in Eumeswil als „fellachoide Versumpfung auf alexandrinischer Grundlage“, die darunterliegende Schicht – also die vorangegangene Epoche – als „alexandrinisches Wissen auf klassischer Grundlage“ (S. 32). Dahinter steht ein historischer Vergleich, dem zufolge in der hellenistischen Epoche (symbolisiert durch die Metropole Alexandria) die geistesgeschichtliche Substanz der klassischen Epoche des antiken Griechenland verflacht worden sei, die großen Denkströmungen der griechischen Kultur durch bloßes Abschreiben und Kompilieren ersetzt worden seien (S. 86). Die nachantike fellachische Bevölkerung Ägyptens wiederum habe selbst zu diesem hellenistischen Nachhall der großen geistesgeschichtlichen Phänomene keinen wirklichen Zugang mehr gehabt. Einen entsprechenden kultur- und geistesgeschichtlichen Niedergang skizziert Jünger im Bezug auf das von ihm beschriebene Eumeswil. Auch die Benennung dieser Stadt nach einem hellenistischen Feldherrn verweist auf diese Epoche (S. 96).
In der Zukunft, die im Roman „Eumeswil“ geschildert wird, wechseln dementsprechend die politischen Ordnungen zwar noch von Zeit zu Zeit, den dahinterstehenden Überzeugungen kommt aber keine wirkliche Bedeutung mehr zu. „Die großen Ideen sind durch Wiederholung abgeschliffen“ (S. 73). „Die historische Substanz ist verbraucht. Man nimmt nichts mehr ernst außer den groben Genüssen und dem, was der Alltag verlangt.“ (S. 60) Diese von Venator empfundene Grundstimmung der Epoche entspricht dem geschichtsphilosophischen Konzept des Posthistoire.

### Die Figur des Anarchen
Sich selbst beschreibt Martin Venator als „Anarch“, der sich aus politischen und gesellschaftlichen Entwicklungen seiner Epoche heraushält und sie nicht zu „seiner Sache“ macht: Da er die Inhaltsleere der Geschichte erkannt hat, ist es ihm ein Bedürfnis, sich aus dieser zu befreien. Die ständigen Wiederholungen der Weltgeschichte wecken in ihm den Wunsch, dass „die Zeit zur Strecke gebracht“ (S. 88) wird, also eine posthistorische Phase anbricht. Umso mehr fasziniert ihn die unmittelbare und lebensechte Darstellung früherer Epochen, die noch von geschichtlicher Substanz geprägt waren, am Luminar (S. 286).
Die Figur des Anarchen ist, wie in dem Roman auch erwähnt und beschrieben wird, stark durch Max Stirners Werk Der Einzige und sein Eigentum beeinflusst. Mehrmals wird in „Eumeswil“ versucht, sie von der des Anarchisten abzugrenzen. So sei der Anarchist in der Geschichte verhaftet und wolle sich mit Gleichen zusammentun, um die jeweils bestehende Ordnung zu bekämpfen. Der Anarch dagegen zweifle an der Funktionsfähigkeit gesellschaftlicher Ordnungen insgesamt. Daher könne er einsam leben, sich aber gleichzeitig auch der aktuellen Ordnung anpassen und sie akzeptieren, ohne sie aber zu respektieren (S. 41, 87, 147, 188, 310). Für Venator ist gewissermaßen „der Wechsel der Regierungsformen von der «Tyrannis» zur «Volksherrschaft» nur eine Transformation der Macht von der Offensichtlichkeit ihrer Ausübung zur Anonymität“ und damit kein wirklicher Fortschritt.
Zugleich zeigt Venator selbst einige Bequemlichkeit und Selbstgefälligkeit. Seine Gründe, Nachtsteward zu werden, sind unter anderem „viel freie Zeit zu eigener Arbeit, das Luminar, ein gutes Salär, der Phonophor mit dem Silberstreif, die Aura des Machthabers“ (S. 50). Er hat „von den Frauen“ gelernt, auszusehen, wie andere es sich wünschen (S. 213). Wenn er keine Lust hat, Treppen hinabzusteigen, entleert er seinen Nachttopf aus dem Fenster (S. 52). So ist er eine zwiespältige Figur, selbst Teil der von ihm diagnostizierten „Versumpfung“.

### Selbstentfernung und Waldgang
Neben der geistigen Distanzierung von der ihn umgebenden Gesellschaft strebt Martin Venator auch die innere Distanzierung von sich selbst an. Das Miterleben vergangener Zeiten am Luminar geht seinen Erläuterungen zufolge mit einer gewissen „Selbstentfernung“ einher (S. 112) – einem Konzept, das bereits in früheren Schriften Jüngers behandelt worden war. In „Eumeswil“ wird die Selbstentfernung so beschrieben, „daß man sich selbst als Phänomen aus einiger Entfernung betrachten kann wie eine Figur im Schachspiel – – – mit einem Wort, daß man die historische Einordnung wichtiger nimmt als die persönliche“ (S. 111). Um diese Fähigkeit zu perfektionieren, meditiert Venator wiederholt vor einem Spiegel (S. 209 f.). Erst in den letzten Tagen vor der Expedition des Condors in den Wald, als die Entscheidung für seine Teilnahme daran bereits gefallen ist, gelingt ihm dabei sein großes Ziel: Seine „vollkommene Ablösung von der physischen Existenz“ (S. 377), also die Wahrnehmung seiner eigenen metaphysischen Existenz ‚von außen‘.
Diese Erschließung neuer transzendenter Erfahrungen wiederholt sich in anderer Form auch im „Waldgang“, mit dem der Roman endet. Der sagenumwobene Wald, der sich jenseits der Wüste befindet, ist völlig unerschlossen und steht damit jenseits aller Erfahrungsbereiche der Gesellschaft. Die dortige Flora und Fauna ist den wenigen verfügbaren Schilderungen zufolge, von denen der Condor erfährt, von märchenhaften wie monströsen Kreaturen geprägt, die durch die Wissenschaft als Fabelwesen abgetan werden (S. 47 f.). Indem Venator dem Herrscher auf dessen ehrgeizige Expedition folgt und mit ihr in den unbekannten Gefilden verloren geht, gelingt ihm zum Ende des Romans der (auch körperliche) Austritt aus den bisherigen Sphären seiner Existenz. Dieser Gedankengang geht ebenfalls auf frühere Schriften Jüngers zurück, in denen auch bereits der Begriff „Waldgang“ geprägt wurde. So geht der Schriftsteller in „Atlantische Fahrt“ (1947) auf die menschliche Erfahrung des Waldes als etwas völlig ‚Anderen‘ ein: Es sei unmöglich, beim Aufenthalt in einem (natürlichen, von der Zivilisation unberührten) Wald die vorhandenen Pfade zu verlassen, da man sofort auf ein undurchdringliches Dickicht stoße – sowohl in einem physischen als auch in einem geistigen Sinn. „[D]as, was wir als «Wildnis» ansprechen, werden wir stets von einem Außenpunkte sehen, wir müßten denn darin untergehen.“ Die Überwindung dieses bisherigen Erfahrungshorizonts gelingt Martin Venator in „Eumeswil“ tatsächlich nur um den Preis der Opferung seines eigenen Lebens.

## Form und Sprache
Der Roman bietet keinen chronologischen Handlungsablauf, sondern orientiert sich an verschiedenen Themen wie Venators Lehrern oder seinen Pflichten auf der Kasbah. Die Schilderung der Lebens- und Geisteswelt des Erzählers ist mit kunstvollen Exkursen beziehungsweise Digressionen verknüpft, in denen einzelne Themen immer wieder analysiert und reflektiert werden. Dazu gehört beispielsweise die Lebensform des „Anarchen“, die in vielen kurzen Bemerkungen beschrieben wird. Der Ich-Erzähler kommentiert mehrmals selbst seine Vor- und Rückgriffe: „Wie ich sehe, habe ich einen Einschluß im Einschluß gebaut“ (S. 228), „Ich glaube, ich sagte bereits...“ (S. 262). Zum Versteck im Bunker heißt es: „Ich brachte auch Teile meines Manuskripts dorthin. So erklären sich übrigens manche Wiederholungen“ (S. 275). Die beschreibenden, erzählenden und reflektierenden Passagen sind in kurze Abschnitte aufgeteilt, die oft nur lose aneinander anknüpfen. Diese „kleinen, nur lose verbundenen Prosastücke[…] mit minimaler Handlungsführung“ gelten als charakteristisch für Jüngers Spätwerk und seine durch die Postmoderne geprägte Erzähltechnik.
Sprachlich verwendet Jünger vielfältige Metaphern und setzt für viele Begriffe (tellurisch, titanisch, Waldgänger, Arbeiter etc.) Bedeutungen voraus, die er in früheren Werken entwickelt hat, so dass sich dem Leser manche Passagen nicht ohne weiteres erschließen. Eine Beschreibung der Redeweise Attilas könnte auch als Selbstbeschreibung von Jüngers Stil gelesen werden: „Dabei fällt mir auf, daß für ihn die mythische Bedeutung die botanische überwiegt. Zeder, Zypresse, Thuja, Wacholder spielen ineinander ein,... Das Wort hat also weniger biologische als kosmogonische Bedeutung für ihn. Ich notiere diese Einzelheit, weil es mir anfänglich schwer fiel, in die Hintergründe seiner Sprache einzudringen, bis ich endlich merkte, daß die Dinge dort nicht schwieriger, sondern einfacher werden; er führt sie zur Synthesis zurück.“ (S. 371)

## Einordnung und Rezeption
Wie auch in anderen Werken lassen sich enge Verbindungen zwischen den Reflexionen und Gedankengängen in Jüngers Werken und seiner eigenen Erfahrungs- und Gefühlswelt ausmachen. Häufig wird beispielsweise die Beschreibung Vigos und der Kritik an dessen Denk- und Sprachstil als versteckte Reaktion Ernst Jüngers auf die Kritik gegen ihn aufgefasst. Horst Seferens sieht noch weitergehende Bezüge des Romans zur Situation Jüngers als Schriftsteller im Nachkriegsdeutschland: Er deutet die Art und Weise, wie sich der „Anarch“ Venator und sein intellektuelles Umfeld in Eumeswil verhalten, als literarische Verarbeitung von Strategien und Ratschlägen Ernst Jüngers an die extreme politische Rechte zur Tarnung ihres antidemokratischen Denkens und zum Verhalten in einer politisch feindlichen Umgebung. Diese Deutung ist nicht unumstritten; eindeutiger erkennbar ist dagegen, dass Jünger mit der Figur des Anarchen generell die Diskurse zu Opposition und Widerstand aufgreift, die während der Entstehung des Romans in den 1970er Jahren aufgrund der Außerparlamentarischen Opposition in der BRD und der anschließenden Zunahme des Terrorismus aufkamen.
Nach Armin Mohler errichtete Jünger in Eumeswil „das Gebäude seiner Weltweisheit“.

## Ausgaben
- Ernst Jünger: Eumeswil. Klett-Cotta, Stuttgart 1977, ISBN 3-12-904170-2.
- Ernst Jünger: Sämtliche Werke in 18 Bänden. Band 17: Eumeswil. Klett-Cotta, Stuttgart 1980.